# ديليني (ياش)
ديليني هي قرية تقع في إقليم ياش في رومانيا وبلغ عدد سكانها 10,375 نسمة في عام 2002.